# 李麟
李 麟（り りん、694年 - 759年）は、唐の宗室。

## 経歴
剣南節度使の李濬（李虎の弟の李乞豆の玄孫）の子として生まれた。太宗の族孫にあたる。父の蔭官により京兆府戸曹参軍に任じられた。開元22年（734年）、宗室の異能として挙げられ、殿中侍御史に転じた。戸部・考功・吏部の員外郎を歴任した。天宝元年（742年）、吏部郎中に進み、ほどなく諫議大夫に転じた。天宝5載（746年）、河西隴右磧西等道黜陟使をつとめ、玄宗の意にかなうと、給事中となった。天宝7載（748年）、兵部侍郎に抜擢され、楊国忠と同列になったが、楊国忠は李麟と同職にあることを喜ばず、李麟を本官のまま権知礼部貢挙をつとめさせるよう宰相に上奏させた。まもなく楊国忠が御史大夫となると、李麟は兵部侍郎の仕事にもどされた。天宝11載（752年）、銀青光禄大夫・国子祭酒に転じた。天宝14載（755年）7月、本官のまま、河東郡太守・河東採訪使として出向した。その統治は清廉簡素で、民衆や官吏に称賛された。この年の冬、安禄山が反乱を起こすと、唐の朝廷は李麟が儒者であって、防御の役には立たないとみなして、将軍の呂崇賁を代わりに河東郡へと派遣した。李麟は再び国子祭酒として帰朝し、渭源県男の爵位を受けた。
天宝15載（756年）6月、玄宗が蜀に避難するにあたって、李麟は行在に駆けつけた。成都に到着すると、戸部侍郎に任じられ、尚書左丞を兼ねた。刑部尚書に転じた。至徳2年（757年）1月、同中書門下平章事（宰相）に任じられた。ときの宰相のうち韋見素・房琯・崔渙は粛宗に扈従してすでに鳳翔府に赴いており、まもなく崔円が続いて去り、李麟はひとり上皇となった玄宗のもとに留まって成都にいた。11月、玄宗に従って長安に帰り、論功行賞により、金紫光禄大夫の位を加えられ、刑部尚書・同中書門下三品となり、褒国公に進封された。
ときに張皇后が朝政に関与し、殿中監の李輔国が粛宗を補佐し守った功労により、判天下兵馬事となり、元帥府行軍司馬をつとめ、朝廷を傾ける勢力を持っていた。宰相の苗晋卿・崔円以下はその威権を恐れて、心を傾けて李輔国に仕えたが、ひとり李麟だけが身を正してつつしんで事務に処し、李輔国につくことがなかったので、李輔国は喜ばなかった。乾元元年（758年）、李麟は知政事（宰相）を退任し、太子少傅となった。乾元2年（759年）8月、死去した。享年は66。太子太傅の位を追贈された。著書に『皇朝已来制集』50巻があり、当時に通行した。

## 伝記資料
- 『旧唐書』巻112 列伝第62
- 『新唐書』巻142 列伝第67